# 吉見頼興
吉見 頼興（よしみ よりおき）は、室町時代後期から戦国時代にかけての武将。大内氏の家臣。石見吉見氏9代当主。

## 出自
石見国の国人である石見吉見氏は、鎌倉幕府初代将軍源頼朝の弟・範頼を遠祖とする清和源氏の支流・吉見氏の傍流にあたる。

## 生涯
寛正元年（1460年）、吉見成頼の子として誕生。
元服後は頼見と名乗り、その後頼興に改名したとされている。
文明14年（1482年）、兄・信頼から家督を譲られて吉見氏の当主となる。その直後の5月27日、主君・大内政弘が山口の築山館で開催した酒宴の席上で兄信頼が陶弘護を殺害、その場で内藤弘矩に粛清される騒動が起きる（『蔭涼軒日録』）。
主君・大内政弘は応仁の乱で動揺する領国の安定を優先したため、吉見氏は所領の没収だけで済んだ。また、益田氏も吉見氏を攻めるが、父・吉見成頼による室町幕府への働きかけが成功して、翌年の15年（1483年）には9代将軍・足利義尚が停戦命令を出したこともあり益田氏も撤退した。ただ、信頼の陶弘護殺害を受けても大内家との関係は強化されたようにみえ、義興奉行人として吉見弘頼が確認されている。
頼見は幕府の奉公衆としても活躍しており、同年の鈎の陣には、一族の吉見次郎を派遣して義尚に従わせている。義尚の「奉公衆保護政策」が、頼見の奉公衆活動に関係しているとの研究もある。
長享～延徳年間、頼見は島津豊州家の島津忠廉と知り合っていたことから、このときには在京しているとされている。
延徳2年（1490年）、足利義材による幕府の御判始にて、幕府より所領安堵される（『蔭涼軒日録』同年8月28日条）。
また足利義材の上洛供奉の一役を買ったとされている。
延徳4年（1492年）、益田宗兼と石見国美濃郡美濃地・黒谷をめぐって所領争いが再燃したものの、明応年間には、将軍・大内氏への奉公をおろそかにせず、家中について何かと相談することを契約し、和睦している。
永正4年（1507年）、義興が足利義材を擁して上洛するとこれに従い、永正8年（1511年）の船岡山合戦で戦功を挙げている。こうした献身的な忠義で義興の信頼を勝ち取り、嫡男・隆頼（頼隆）の正室に義興の娘・大宮姫を迎えた。
ただし、この上洛時に、頼見は竹田定盛法印の後室を奪いながら、すぐに開放している
帰国後の大永3年（1531年）ごろには、大内氏の対琉球の貿易に頼興も携わり、大内氏と琉球王国の仲介をする島津忠朝（忠廉の子）と相談などしている。
同年、大内氏による厳島神領攻めにも参戦し、頼興は同社神主の友田興藤と交渉し、興藤を降伏させ、頼興は桜尾城城番としても活躍している。
享禄3年（1530年）頼見は益田宗兼・尹兼父子と匹見川流域の境目について協定を締結している。
享禄5年（1532年）4月12日、死去。享年73。長男 ・興成（おきなり）は早世していたため、家督は次男・隆頼（頼隆）が継いだ。五男の正頼は初め僧籍にあったが、隆頼の死後還俗してその跡を継いでいる。

## 系譜
- 父：吉見成頼
- 母：周布兼宗の娘[2]
- 正室：内藤弘矩（肥後守）の娘[2]
  - 次男：吉見隆頼（1500-1540）[2]

- 側室：京都の上野図書の娘（-天文12(1543)年2月28日）：法名は正楽院殿法山妙輪大姉。墓と肖像が現存する[18][19]。
  - 五男：吉見正頼（1513-1588）：初め僧、周鷹。[2]
  - 七男：吉見頼員（? - ?） … 安房守、法名桂岩源林。長門国阿武郡弥富に住む。長門国阿武郡上田万村平山星之城主。上野氏祖[2]。

- 生母不明の子女
  - 長男：吉見成興（? -永正7(1510)年8月17日） … 二郎、法名は繁禅玄昌[2]。
  - 三男：威俊（? - ?） … 僧、伝法寺住職[2]。
  - 四男：吉見頼実（? - ?） … 因幡守、法名は松岳源桂[2]。
  - 六男：周信（? - ?） … 僧、はじめ少将、津和野鷲原八幡宮別当東光院住職[2]。
  - 女子：周布興兼室（ - 天文11年（1542年）2月21日） … 66歳、法名翠庵祖藤[2]。
  - 女子：（? - 天文18年（1549年）1月17日） … 法名明室貞祐[2]
  - 女子：（? - 天文18年（1549年）3月21日） … 法名久室慶昌[2]
  - 女子：（? - ?） … 法名呉安尼[2]